# Didier Lefèvre
Pour les articles homonymes, voir Lefèvre.
Didier Lefèvre est un photojournaliste français né le 14 juillet 1957 et mort le 29 janvier 2007 à Morangis-lès-Longjumeau. Il a mené des reportages dans de nombreuses régions et effectué des missions au sein de l'ONG Médecins sans frontières, notamment en Afghanistan. Cette expérience a inspiré la série de bande dessinée documentaire Le Photographe, en collaboration avec Emmanuel Guibert et Frédéric Lemercier, ouvrage qui vaut à leurs auteurs plusieurs distinctions.

## Biographie
Pharmacien et biologiste de formation, Didier Lefèvre devient membre de Médecins sans frontières de 1984 à 1988, d'abord comme logisticien et photographe, puis comme photojournaliste. Il réalise en 1986 un reportage photographique lors de sa première mission en Afghanistan pour l'ONG, alors que le pays est en guerre contre l'URSS. Cette expérience donne lieu à la publication du livre Le Pays des citrons doux et des oranges amères (éditions Ouest-France). Les photographies de sa première mission en Afghanistan et le récit de son expérience forment la trame de la bande dessinée Le Photographe, élaborée en trois volumes avec Emmanuel Guibert et Frédéric Lemercier. Cet ouvrage attire de nombreuses récompenses.
Lefèvre réalise également des reportages au Liberia, au Kosovo sur la ville de Ljubenic, « au Cambodge (sur le sida), en Papouasie-Nouvelle-Guinée, au Sri Lanka ou en République tchèque ». Ses clichés, qui sont parus dans de nombreux quotidiens et magazines, figurent en 2007 dans une exposition : BD Reporters, au Centre Georges Pompidou. Lefèvre couvre également la course cycliste Paris-Roubaix ainsi que la campagne présidentielle française en 2007. Il exerce comme salarié pour des agences (comme VU et Editing) mais aussi comme indépendant. Il passe au format numérique avec réticence.
En 2007, il meurt d'une crise cardiaque à son domicile à Morangis. Lefèvre était marié et père de deux enfants.

## Publications
- Voyages en Afghanistan : Le pays des citrons doux et des oranges amères, Ouest France, 2003, 144 p. (ISBN 978-2737333392)
- Regards : Livret coédité par MSF/Henri Berger/Dominique Leguillier - 16 pages (19.. ?)
- Le Photographe, avec Emmanuel Guibert et Frédéric Lemercier.
  - Tome 1,  coll. Aire libre, Dupuis, 2003  (ISBN 2-8001-3372-4)
  - Tome 2,  coll. Aire libre, Dupuis, 2004  (ISBN 2-8001-3540-9)
  - Tome 3,  coll. Aire libre, Dupuis, 2006  (ISBN 2-8001-3544-1) (contient aussi un DVD de 40 minutes tourné par un autre membre de l'équipe)
  - Édition intégrale, coll. Aire libre, Dupuis, 2008  (ISBN 978-2-8001-4235-7)
- Conversations avec le photographe, coll. Aire libre, Dupuis, 2009  (ISBN 978-2-8001-4558-7)

## Prix et récompenses
- 2003 : prix Région Centre-val-de-Loire pour Le Photographe
- 2004 : Prix des Libraires de Bande Dessinée pour Le Photographe, Tome 1[6]
- 2005 : Prix France Info de la Bande dessinée d’actualité et de reportage[7] pour le Tome 2
- 2007 : 
  - Globe de Cristal de la meilleure bande dessinée[6]
  - Co-lauréat Les Essentiels d'Angoulême pour le Tome 3[6]
- 2010 : Prix Eisner de la meilleure édition américaine d'une œuvre internationale